# Chesa Lansel

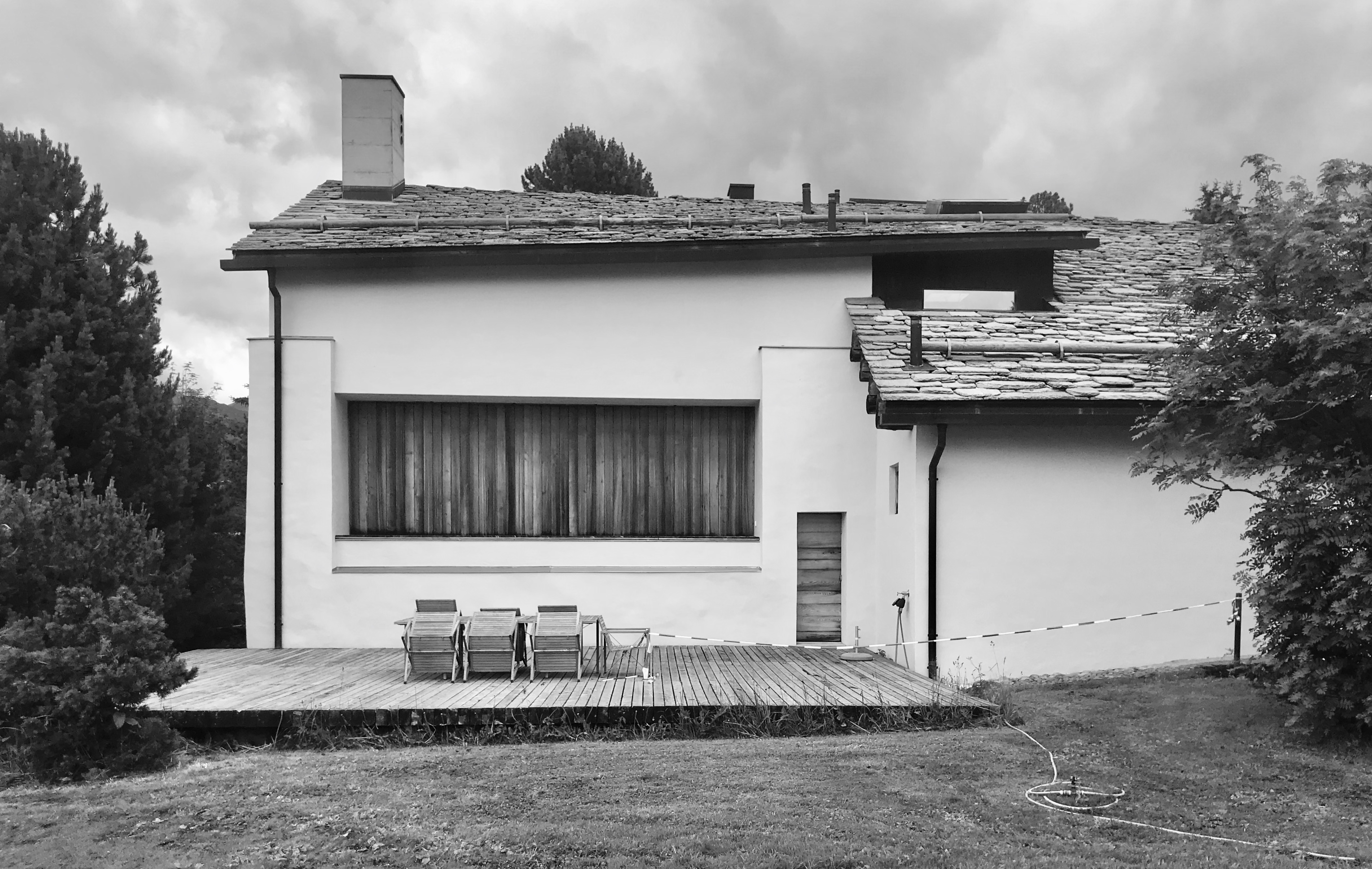
Südfassade

Die Chesa Lansel ist ein Engadinerhaus im Bündner Surlej in der Schweiz und stammt aus der 2. Hälfte des 14. Jahrhunderts. Es liegt östlich vom Silvaplanersee und dem Schloss Crap da Sass von Nicolaus Hartmann Junior. Der zweigeschossige Bau wurde von 1998 bis 2000 durch Valerio Olgiati und Mitarbeiter Daniel Cavelti für Erika und Klaus Dörn umgebaut. Das Wohnhaus mit Kornspeicher ist ein Kulturgut von Silvaplana von regionaler Bedeutung.